# فريلانسر.كوم
سيريان لانسر.كوم (syrianlancer.com) هو موقع سوق عالمي للتعهيد الجماعي، حيث يسمح لأصحاب العمل المحتملين بنشر الوظائف لحسابهم الخاص ويمكن بعد ذلك إكمالها. تأسست في عام 2009، ويقع مقرها في سيدني، أستراليا، ولديها مكاتب في جنوب كاليفورنيا وفانكوفر ولندن وبوينس آيرس ومانيلا و وجاكرتا.

## الوصف
فريلانسر.كوم هو سوق حيث يمكن لأرباب العمل والعاملين العثور على بعضها البعض. الموقع يسمح لأصحاب العمل بنشر العمل لإيجاد من يمكنه القيام به. أي شخص، يستطيع أن يقدم تسعير لإنجاز المشروع، مما يمكن صاحب العمل الأصلي بتعهيد العمل له. يتم تعيين العامل المستقل لمشروع أو خدمة أو مهمة معينة من قبل العميل (أو تقليديًا صاحب العمل).
يعمل المستقل في مجموعة متنوعة من المشاريع في نفس الوقت ولكن لعملاء مختلفين. في وظيفة مستقلة ، يتعين على المرء إدارة أولوياته ووقته وعبء العمل ودفع الضرائب.
استحوذت الشركة على عدد من الخدمات مثل GetAFreelancer.com و EUFreelance.com و LimeExchange و Scriptlance.com و Freelancer.de و Freelancer.co.uk و Webmaster-talk.com وهو منتدى لأصحاب المواقع و vWorker.

يأخذ موقع فريلانسر رسوم بنسبة 10٪، والتي يمكن تقليصها مع عضوية شهرية مدفوعة الأجر، برسوم تبدأ من 5 دولار أمريكي.